# Santa Maria do Tocantins
Santa Maria do Tocantins este un oraș în Tocantins (TO), Brazilia.